# Geomag

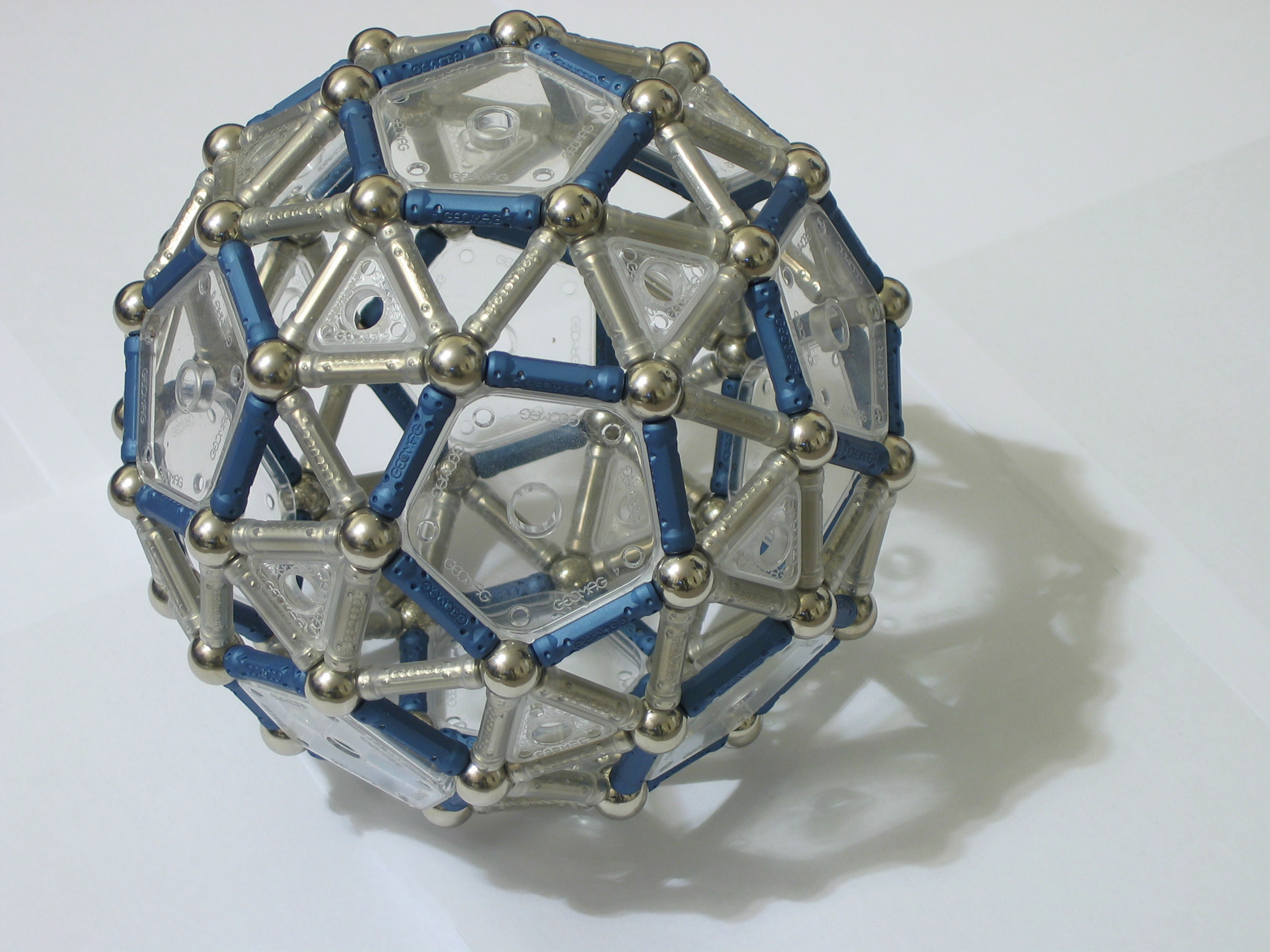
Dodecaedro romo construido con Geomag

Geomag es el nombre comercial de un juego de construcciones magnéticas creado en 1998. Sus elementos principales son barras de acero recubiertas de plástico y con un imán en cada extremo (27 mm de longitud en total) y esferas de acero niqueladas de 12,7 mm de diámetro que se utilizan para unir dos o más barras.

## Juego original
El juego original solo utiliza estos dos tipos de piezas. Las barras se comercializan en diversos colores: originalmente rojo, azul, verde y amarillo; después, azul metálico y plateado (en realidad, plástico translúcido); más recientemente, colores pastel, fluorescentes y series especiales de color naranja, negro, marrón, etc.
Los modelos se construyen uniendo magnéticamente las barras con las esferas o también empalmando las barras entre sí (uniéndolas por los extremos de distinta polaridad). El recubrimiento plástico de las barras protege y mantiene unidos los elementos interiores, y evita que los imanes hagan contacto directo entre sí y con las esferas. Esto aumenta en gran medida la durabilidad de las piezas, pues los imanes, sin protección, resultarían muy frágiles y se deteriorarían fácilmente, por ser de la variedad conocida como imán de tierras raras.
Con Geomag es posible construir modelos de los cinco sólidos platónicos. El tetraedro, el octaedro y el icosaedro son naturalmente rígidos; los dos primeros resultan muy útiles como elementos estructurales en construcciones mayores, que pueden llegar a ser muy fuertes y estables; por su propia geometría, el icosaedro resulta menos indicado para esta función.
El cubo y el dodecaedro regular también se pueden construir pero no son rígidos, pues se pueden deformar al rotar sus aristas (barras) alrededor de sus vértices (esferas).

## Los paneles
Los paneles son un desarrollo posterior. Son piezas de plástico que encajan en polígonos construidos con barras y esferas, haciéndolos rígidos. Actualmente hay cuatro modelos: triángulos, cuadrados, pentágonos y rombos; todos ellos se fabrican en cinco variedades: transparentes, rojos, azules, verdes y amarillos.
Los paneles cuadrados y los pentagonales permiten construir cubos y dodecaedros rígidos. Además, con paneles es posible construir también los trece sólidos arquimedianos. En general, permiten realizar construcciones a la vez más resistentes y más ligeras, muchas de ellas imposibles de construir solo con barras y esferas. Adicionalmente, el efecto estético es apreciado por muchas personas, especialmente con iluminación exterior o interior; en particular, los paneles triangulares solo se utilizan con fines estéticos, pues los triángulos de barras ya son rígidos de por sí y los paneles no los refuerzan más.
Más recientemente, el fabricante ha lanzado los Dekopanels, un sistema complementario que permite recubrir los paneles con decoraciones a medida, bien procedentes de papeles especiales, de fotografías o de diseños propios. El sistema incluye plantillas y software para asistir en su elaboración.

## El juego
Se ha comercializado también un juego de tablero llamado Magnetic Challenge similar en concepto a las damas chinas, pero que se juega con unas cuantas barras y esferas estándar de Geomag. Su peculiaridad principal radica en que las piezas de cada jugador se han de mantener unidas magnéticamente durante el desarrollo del juego.
Si bien el Magnetic Challenge supone una derivación atípica y, generalmente, no muy apreciada de la línea de productos, el tablero del juego, metálico y de buena calidad, es considerado por muchos aficionados como una base adecuada para ciertas construcciones.
En 2005 Geomag ganó el Specialty Toy of the Year de la